# 日本陶芸展
日本陶芸展（にほんとうげいてん。略称・日陶展。英名JAPAN CERAMIC ART EXHIBITION）は、1971年、毎日新聞社の創刊100周年を記念し、会派や団体にとらわれずに審査することを謳って始まった公募展である。
2年に1度開催され、伝統的な作品から、前衛的な作品、民芸、クラフト、プロダクトの実用的な作品まで、あらゆる陶磁器を対象とする全国規模の公募展は日陶展だけだ。人間国宝らプロの陶芸作家に加え、製陶所の職人、陶磁器デザイナー、アマチュアが参加し、現代の日本の陶芸を代表するトップレベルの作品が一堂に会す。全国規模の他の公募展と比べ、審査員は美術評論家や陶芸美術館館長、研究者らを主体とし、陶芸家が含まれないことが最大の特徴。
しかし毎日は2019年の第25回展をもって終了することが発表。

## 概要
日陶展が誕生した1971年当時は日本美術展覧会（日展）、日本伝統工芸展、現代工芸展、走泥社などの会派や陶芸団体が互いに主義主張を異にしていた。美術評論家吉田耕三の発案で、これら会派や団体にとらわれずに審査することをうたって設立された。特定の主張に偏らず多岐多様な現代日本の陶芸の全貌を見ることを目的とする。
公募部門は第1部（伝統部門）、第2部（自由造形部門）、第3部（実用部門）の三つに分かれる。「伝統部門」は伝統を踏まえた創作作品が対象。「自由造形部門」は従来の手法や形式にとらわれない自由な造形を対象とし、「実用部門」は実用に使われる陶磁器を対象とする。さらに、公募部門のほか、人間国宝やベテラン陶芸家を対象とした「招待作家部門」を設けている。いわゆる無鑑査とは異なり、グランプリ選定の段階で招待作品も審査の対象とする。「現在、活発に制作活動をしているかどうか」を基準にして運営委員会が選定する。招待作家の顔ぶれは毎回変えるのを原則とする。
日陶展のグランプリといえる大賞は、これら招待作家の作品と、公募3部門の入選作品のうち優秀と判断された賞候補作品が競う形で選定される。秩父宮賜杯（後の桂宮賜杯）に輝く陶芸作家は、文字通り実力日本一の作家といえる。これまで大賞受賞者20人の中から松井康成、13代今泉今右衛門、伊藤赤水、3代徳田八十吉の4人が人間国宝に認定されている。
1971年の第1回展から75年の3回展まで、北米、南米、豪州各地で選抜作品の巡回展を催した。第2部の名称は2001年の16回展まで「前衛部門」だったが、17回展で自由造形部門に変更。第3部は当初、「民芸部門」だったが、1981年の6回展で「実用陶器部門」に名称変更し、2007年の19回展で実用部門に変わった。招待部門は当初、人間国宝、文化勲章受章者らを対象とする「招待部門」とベテラン陶芸作家が対象の「推薦招待部門」に分かれていたが、2003年の17回展から一本化した。

## 部門
- 第1部（伝統部門）…伝統を踏まえた創作作品(縦60×径60×奥行き60センチ以内。組作品の場合、直径の合計が150センチ以内)
- 第2部（自由造形部門）… 用途にとらわれない自由な造形による作品(縦80×径80×奥行き80センチ以内。組作品の場合、一辺の合計はそれぞれ80センチ以内)
- 第3部（実用部門）… 民芸・クラフト・プロダクトなどの用途を持つあらゆる実用的な陶磁器(縦60×径60×奥行き60センチ以内。組作品の場合、直径の合計が150センチ以内。紅茶セットなどは、受皿の直径の合計のみを目安とする。1点可)

## 応募条件
- 1人3点以内。複数部門の応募も可
- 作品は未発表作品に限る
- 応募資格は不問。団体可。海外在住者（国籍不問）でも日本国内居住の代理人を通じて作品の搬入・返却をし、日本語で記した出品票を提出すれば応募可能
- 出品料：1点1万5000円、2点2万5000円、3点4万円

## 審査方法
各部の審査員により、各部門から入選作品を選出する。さらにその中から優秀と判断された賞候補作品を選び、日本陶芸展運営委員と全審査員で、大賞・桂宮賜杯と準大賞・日本陶芸展賞を選出し、優秀作品賞と特別賞は各部門の審査員が選ぶ。
伝統部門は応募点数が他の部門より多いため、審査日数は2日間である。初日が予備審査、2日目が本審査となる。予備審査では、受付番号のみが記載された選考用の画板が用意され、審査員は作品を点検しながら、受付番号欄の下欄に○か×を記入する。この選考用紙は事務局が受付番号ごとに集計し、美術品専門の作業員が得票順に作品を並べ替える。例えば、7人の審査員全員が出席した場合、満票は7票となる。誰も評価しなかったのは0票。翌日の本審査では基本的には1票以上の作品をもう一度見直し、得票のグループごとに投票したり、作品の前で合議して選外作品を決める。
他の公募展では1次審査で審査員の過半数の支持を得た作品は、通常は当選圏内に入るが、日陶展では異なる。過去の公募展出品の作品と比べてデザイン、フォルムの面で進歩が見られないと審査員の多数が判断した場合、選外とされる。反対に1票だった作品も見直しの結果、入選となるケースもある。自由造形と実用の両部門も審査方法は基本的には同じ。

## 賞
- 大賞：1点賞金100万円他
- 準大賞・日本陶芸展賞：1点賞金50万円他
- 優秀作品賞：3点(文部科学大臣賞1点賞金50万円、毎日新聞社賞2点賞金50万円)
- 特別賞：3点(茨城県陶芸美術館賞、池田満寿夫賞、TOTO賞 各賞金30万円。ただし、茨城県陶芸美術館賞の作品は原則として同館に寄贈となる)
- 大賞と準大賞の副賞：「シンリュウ株式会社（新柳北信を改名）」（本社・埼玉県朝霞市）が100万円相当額の各種窯、機材などを提供（輸送費、設置工事費などを含む）。ただし、日本国内居住者に限る

## 特徴
- 日陶展が他の全国規模の公募展と比べて決定的に異なるのは、審査員に陶芸作家を1人も加えていないことである。作家をあえて審査員から排除し、美術関係の評論家や研究者らを主体とする公募展は日陶展だけだ。1971年の発足当初からの伝統である。陶芸団体や会派とは関係なく運営するのが理由だ。
- 審査員の数は17人である。第1部（伝統部門）7人、第2部（自由造形部門）と第3部（実用部門）各5人で、大賞の審査に加わる運営委員を含めると総数は19人に上る。審査員の職業的な内訳は、美術評論家、陶芸美術館館長、大学教授、デザイン関係、建築家らである。デザイナーや建築家を加えているのは、多様な意見・見方を尊重したいからだ。ちなみに朝日陶芸展の審査員は8人、益子陶芸展9人、長三賞現代陶芸展3人である。
- 審査の経緯を図録で公表している。日陶展は投票を主体にし、審査員が合議する際は、作品を前にして話し合う。別の場所で応募書類を基に議論することはしない。
- 陶芸を含む工芸を対象とする県レベル以上の美術の公募展の数は、プロ、アマチュア向け合計で120を超える。その中で、人間国宝の陶芸作家やベテラン、中堅、若手の作家に加え、陶磁器デザイナー、製陶所の職人、アマが参加する公募展は日陶展以外にはない。国籍は不問で、日本以外に居住する作家、外国の陶磁器メーカーにも開放されている。出品される作品は、我が国の伝統的な作品から、民芸、クラフト、前衛的作品、コンピューターでデザインされたプロダクトの作品まで、あらゆる陶磁器作品が一堂に会する。作品の主たる材料が陶土、磁土なら審査の対象となる。
- 陶芸だけでなく、染織、金工なども含む日本伝統工芸展、日本画、洋画、彫刻などを含む日展と比べて日陶展は陶芸だけの総合展である。入選倍率は、1971年の発足以来8倍から5倍と超難関である。

▼日本伝統工芸展
06年の陶芸部門の応募点数は1187点、入選251点（倍率約5倍）▽07年の応募点数1270点、入選254点（倍率約5倍）▽08年の応募点数1241点、入選259点（倍率約5倍）
▼朝日陶芸展
06年の応募点数は479点、入選91点（倍率約5倍）▽07年応募点数523点、入選91点（倍率約5倍）▽08年応募点数469点、入選92点（倍率約5倍）
▼日展工芸美術部門
06年の応募点数は1095点、入選617点（倍率約2倍）▽07年応募点数1095点、入選512点（倍率約2倍）▽08年応募点数996点、入選501点（倍率約2倍）
▼日陶展
05年の応募点数は1101点、入選198点（倍率約6倍）▽07年応募点数942点、入選148点（倍率約6倍）▽09年応募点数988点、入選120点（倍率約8倍）
- 応募作家の名前を完全に伏せて受付番号のみで審査する。作家の名前に左右されず、作品主体で審査をしてもらうのが目的だ。1971年の第1回展では無名のドイツ人作家が入賞。最近では作陶歴2、3年で入賞、入選した人が目立つようになり、サラリーマンをやめてから作陶を始めた団塊の世代のアマチュア作家も入選している。19回展の大賞受賞者は29歳の志賀暁吉で陶歴は7年だった。20回展では独立して4年目の30歳の今泉毅が大賞を受賞した。
- 応募作品は受付順には並べず、大皿や花器、壺、茶陶など形状が同じ作品をグループ化して審査する。伝統部門の審査では、大皿グループ、壺グループなど各グループの中で傑出した作品をまず選ぶことになる。
- 審査会場の東京都立産業貿易センター・浜松町館の照明は明るく、焼き締めなど土物作品の細かい特徴がよく見える。見本市の会場ともなる審査会場は、借用した頑丈な机の上に小型の作品を並べることが可能だ。審査員の目線で審査されるメリットは大きい。他の公募展では百貨店の倉庫や体育館などを借用、作品は床の上に並べざるを得ないと聞く。
- 2009年の20回展から、公募部門の1次審査の点数を当落の通知の際、応募者全員に連絡している。応募者のレベルはどのくらいか、頑張れば展望があるのかを知ってもらうのが目的だ。7人の審査員がいるとすると、例えば、0点は誰も評価しなかったことを意味し、2点だと今後の努力次第と受け取ってよい。また、仮に6票獲得した場合でも、その後の見直し審査で、過去の作品と同じようなタイプで、進歩が感じられない作品だと判断されたときは選外となる。
- 2007年の19回展から、応募作家に対して一部審査員が1対1で作品を講評する場を別途設けている。陶芸作家は自分の作品の良し悪しは自身で判断できにくいといわれる。また、美術評論家らと接触して作品について批評を受ける機会さえ十分ではなかった。一方通行で終わりがちな公募展のあり方を刷新し、陶芸界を活性化するのが目的だ。
- 図録では全掲載作品の材質、成形方法・技法、焼成方法、焼成温度の掲載をしている。窯メーカーの名前も参考収録。本人が承諾した範囲内だが、作品に関する基本情報を提供することが狙いだ。

## これまでの入賞者、応募点数など
＜1971年、第1回展、応募点数741、入賞・入選点数126＞
最優秀作品賞・秩父宮賜杯＝2部、加藤整治（滋賀）▽優秀作品賞・文部大臣賞＝1部、クナッパー・ガート（茨城）▽優秀作品賞・外務大臣賞＝2部、里中英人（東京）▽優秀作品賞・毎日新聞社賞＝3部、宗像亮一（福島）
＜1973年、第2回展、応募点数637、入賞・入選点数134＞
最優秀作品賞・秩父宮賜杯＝1部、松井康成（茨城）▽優秀作品賞・毎日新聞社賞＝1部、小野珀子（佐賀）▽優秀作品賞・文部大臣賞＝2部、林秀行（京都）▽優秀作品賞・外務大臣賞＝3部、坂本茂木（大分）
＜1975年、第3回展、応募点数873、入賞・入選点数136＞
最優秀作品賞・秩父宮賜杯＝1部、大迫みきお（愛知）▽優秀作品賞・外務大臣賞＝1部、	竹内公明（愛知）▽優秀作品賞・毎日新聞社賞＝2部、久谷蔦枝（東京）▽優秀作品賞・文部大臣賞＝3部、生田和孝（兵庫）▽優秀作品賞・国際交流基金理事長賞＝1部、酒井芳人（愛媛）
＜1977年、第4回展、応募点数851、入賞・入選点数151＞
最優秀作品賞・秩父宮賜杯＝1部、奥田陶器夫（滋賀）▽優秀作品賞・文部大臣賞＝1部、小野寺玄（神奈川）▽優秀作品賞・外務大臣賞＝2部、西村陽平（千葉）▽優秀作品賞・毎日新聞社賞＝3部、水野半次郎（愛知）▽優秀作品賞・国際交流基金理事長賞＝1部、加藤卯吉（愛知）
＜1979年、第5回展、応募点数982、入賞・入選点数158＞最優秀作品賞・秩父宮賜杯＝2部、荒木高子（兵庫）▽優秀作品賞・毎日新聞社賞＝1部、上田寿方（滋賀）▽優秀作品賞・文部大臣賞＝2部、星野暁（京都）▽優秀作品賞・外務大臣賞＝3部、井上泰秋（熊本）▽優秀作品賞・日本陶芸展賞＝1部、江口勝美（佐賀）
＜1981年、第6回展、応募点数1176、入賞・入選点数175＞
最優秀作品賞・秩父宮賜杯＝ 推薦招待、13代今泉今右衛門（佐賀）▽優秀作品賞・文部大臣賞＝1部、荒田耕治（茨城）▽優秀作品賞・外務大臣賞＝2部、土門邦勝（宮城）▽優秀作品賞・毎日新聞社賞＝3部、算田孝嗣（富山）▽優秀作品賞・日本陶芸展賞＝1部、鈴木三成（神奈川）
＜1983年、第7回展、応募点数1068、入賞・入選点数143＞
最優秀作品賞・秩父宮賜杯＝ 推薦招待、小野寺玄（神奈川）▽優秀作品賞・日本陶芸展賞＝推薦招待、鈴木治（京都）▽優秀作品賞・毎日新聞社賞＝1部、小林英夫（京都）▽優秀作品賞・文部大臣賞＝2部、上田健次（滋賀）▽優秀作品賞・外務大臣賞＝3部、瀬戸浩（栃木）
＜1985年、第8回展、応募点数1112、入賞・入選点数169＞
大賞・秩父宮賜杯＝1部、伊藤赤水（新潟）▽	優秀作品賞・日本陶芸展賞＝3部、太田孝宏（福岡）▽優秀作品賞・外務大臣賞＝1部、滝口和男（京都）▽優秀作品賞・毎日新聞社賞＝2部、長尾登美子（奈良）▽優秀作品賞・文部大臣賞＝3部、小川博久（栃木）
＜1987年、第9回展、応募点数1202、入賞・入選点数174＞大賞・秩父宮賜杯＝2部、佐藤公平（新潟）▽	優秀作品賞・日本陶芸展賞＝1部、和太守卑良（茨城）▽優秀作品賞・文部大臣賞＝1部、鈴木三成（神奈川）▽優秀作品賞・毎日新聞社賞＝2部、恵美加子（東京）▽優秀作品賞・毎日新聞社賞＝3部、石飛勝久（島根）
＜1989年、第10回展、応募点数1147、入賞・入選点数146＞
大賞・秩父宮賜杯＝推薦招待、滝口和男（京都）▽優秀作品賞・日本陶芸展賞＝2部、川上力三（京都）▽優秀作品賞・文部大臣賞＝2部、佐藤健（愛知）▽優秀作品賞・毎日新聞社賞＝1部、清水幸子（東京）▽優秀作品賞・毎日新聞社賞＝3部、出西窯（島根）
＜1991年、第11回展、応募点数1263、入賞・入選点数153＞
大賞・秩父宮賜杯＝ 推薦招待、3代徳田八十吉（石川）▽優秀作品賞・日本陶芸展賞＝2部、友成潔（栃木）▽優秀作品賞・文部大臣賞＝3部、小川博久（栃木）▽優秀作品賞・毎日新聞社賞＝1部、前田昭博（鳥取）▽優秀作品賞・毎日新聞社賞＝2部、天野緑（東京）
＜1993年、第12回展、応募点数1118、入賞・入選点数158＞
大賞・秩父宮賜杯＝1部、美崎光邦（千葉）▽優秀作品賞・日本陶芸展賞＝2部、高山典子（東京）▽優秀作品賞・文部大臣賞＝1部、人見啓一（神奈川）▽優秀作品賞・毎日新聞社賞＝2部、逸崎いつ子（奈良）▽優秀作品賞・毎日新聞社賞	＝3部、中島克童（神奈川）
＜1995年、第13回展、応募点数909、入賞・入選点数149＞
大賞・秩父宮賜杯＝1部、市野雅彦（兵庫）▽準大賞・日本陶芸展賞＝2部、小峰尚（茨城）▽優秀作品賞・文部大臣賞＝2部、日野田崇（兵庫）▽優秀作品賞・毎日新聞社賞＝1部、橋川充雄（三重）▽優秀作品賞・毎日新聞社賞＝3部、中島克童（神奈川）
＜1997年、第14回展、応募点数981、入賞・入選点数158＞
大賞・桂宮賜杯＝1部、長江重和（愛知）▽準大賞・日本陶芸展賞＝3部、宗像利浩（福島）▽優秀作品賞・文部大臣奨励賞＝3部、山口耕三（熊本）▽優秀作品賞・毎日新聞社賞＝1部、虎澤英雄（埼玉）▽優秀作品賞・毎日新聞社賞＝2部、南和伸（大阪）
＜1999年、第15回展、応募点数841、入賞・入選点数147＞
大賞・桂宮賜杯＝1部、福島善三（福岡）▽準大賞・日本陶芸展賞＝3部、織田達也（香川）▽優秀作品賞・文部大臣奨励賞＝1部、橋本昌彦（宮城）▽優秀作品賞・毎日新聞社賞＝2部、小峰尚（茨城）▽優秀作品賞・毎日新聞社賞＝3部、多々納真（島根）
＜2001年、第16回展、応募点数933、入賞・入選点数157＞大
賞・桂宮賜杯＝2部、戸田守宣（愛知）▽準大賞・日本陶芸展賞＝1部、加藤進一（東京）▽優秀作品賞・文部科学大臣奨励賞＝2部、豊山彬絋（神奈川）▽優秀作品賞・毎日新聞社賞＝1部、久保田保義（熊本）▽優秀作品賞・毎日新聞社賞＝3部、井上泰秋（熊本）
＜2003年、第17回展、応募点数1001、入賞・入選点数200＞
大賞・桂宮賜杯＝1部、石橋裕史（京都）▽準大賞・日本陶芸展賞＝3部、荻原毅久（栃木）▽優秀作品賞・文部科学大臣奨励賞＝3部、宗像利浩（福島）▽優秀作品賞・毎日新聞社賞＝1部、伊藤信夫（香川）▽優秀作品賞・毎日新聞社賞＝2部、坂口喜美子（千葉）
＜2005年、第18回展、応募点数1101、入賞・入選点数198＞
大賞・桂宮賜杯＝1部、崎山隆之（静岡）▽準大賞・日本陶芸展賞＝1部、荻野萬壽子（奈良）▽優秀作品賞・文部科学大臣賞＝1部、山路和夫（茨城）▽優秀作品賞・毎日新聞社賞＝2部、すずきたもつ（神奈川）▽優秀作品賞・毎日新聞社賞＝3部、坂本章（鳥取）
＜2007年、第19回展、応募点数942、入賞・入選点数148＞
大賞・桂宮賜杯＝1部、志賀暁吉（福島）▽準大賞・日本陶芸展賞＝2部、山下真人（兵庫）▽優秀作品賞・文部科学大臣賞＝2部、金子信彦（山口）▽優秀作品賞・毎日新聞社賞＝1部、田上真也（京都）▽優秀作品賞・毎日新聞社賞＝3部、小野隆治（佐賀）
＜2009年、第20回展、応募点数988、入賞・入選点数120＞
大賞・桂宮賜杯＝3部、今泉毅（埼玉）▽準大賞・日本陶芸展賞＝2部、森克徳（愛知）▽優秀作品賞・文部科学大臣賞＝3部、織田達也（香川）▽優秀作品賞・毎日新聞社賞＝1部、美崎光邦（千葉）▽優秀作品賞・毎日新聞社賞＝2部、泉田之也（岩手）▽特別賞・茨城県陶芸美術館賞＝1部、清水一二（兵庫）▽特別賞・池田満寿夫賞＝2部、和田的（千葉）▽特別賞・TOTO賞＝3部、多々納真（島根）

## 参考資料
「日本陶芸展」第1回展～19回展図録、「陶遊」105号～109号